# Melittia barnesi
Melittia barnesi is een vlinder uit de familie van de wespvlinders (Sesiidae). De wetenschappelijke naam van de soort is voor het eerst geldig gepubliceerd in 1925 door Dalla Torre.